# Graphoderus bilineatus
Graphoderus bilineatus là một loài bọ cánh cứng thuộc họ Dytiscidae. Nó được tìm thấy ở Áo, Bỉ, Bosna và Hercegovina, Cộng hòa Séc, Đan Mạch, Phần Lan, Pháp, Đức, Hungary, Ý, Latvia, Luxembourg, Hà Lan, Na Uy, Ba Lan, Nga, Serbia và Montenegro, Slovakia, Thụy Sĩ, Turkmenistan, Ukraina và the Vương quốc Anh.